# Sachem

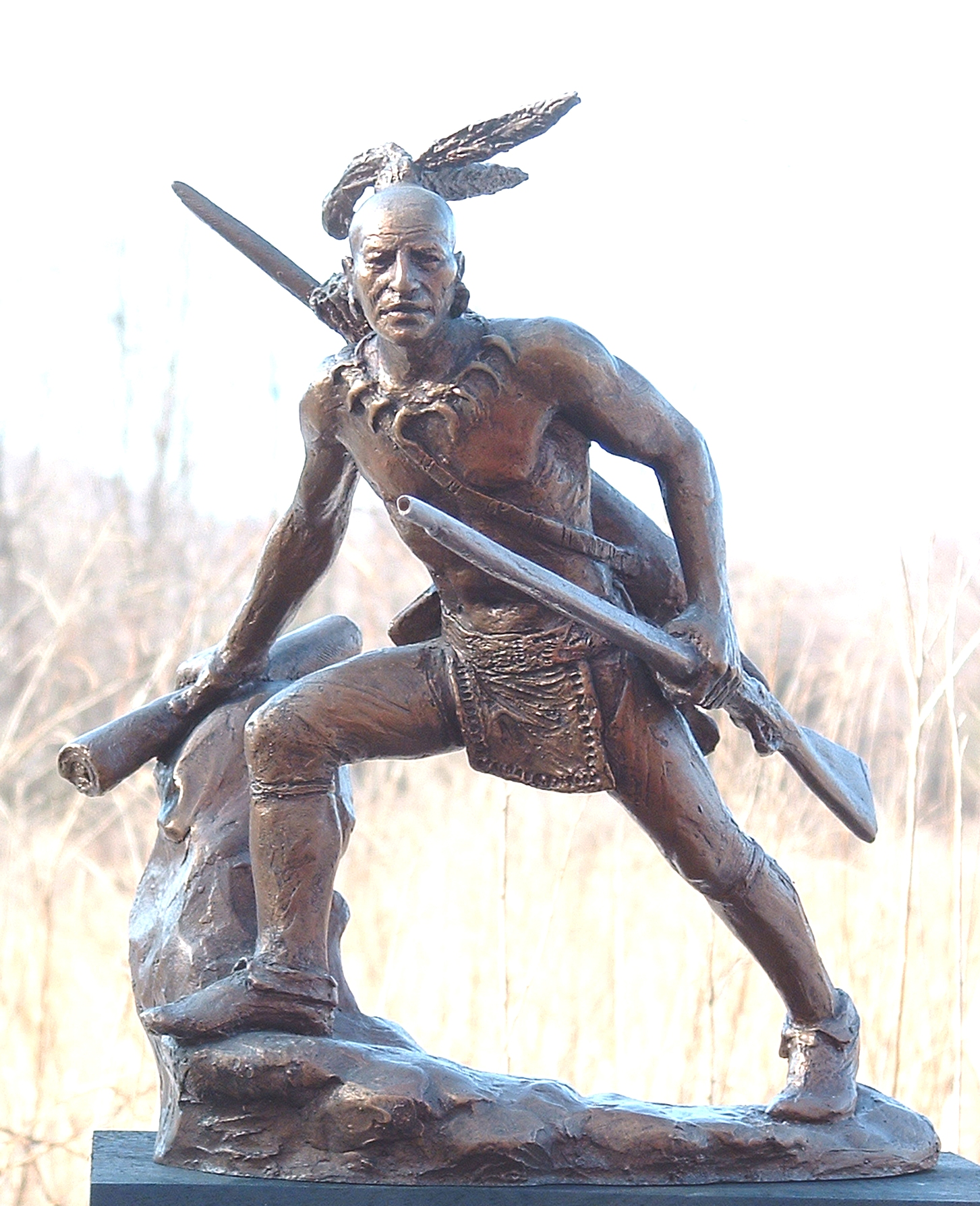
Statue de Daniel Nimham, dernier sachem des Wappingers

Chez les peuples amérindiens du nord-est de l'Amérique du Nord, le sachem, sagamore, sagamo ou encore saqamaw, désigne le chef suprême d'une tribu. Contrairement au titre de chef qui se base sur les compétences, le titre de sachem est héréditaire. Dans la langue algonquienne, le mot signifie une personne aînée respectée par sa sagesse. L’influence de cette personne dans sa communauté locale peut être considérable mais demeure précaire étant donné qu’elle n’est pas élue par un conseil de bande.
Le terme « sachem » provient du narragansett tandis que le terme « sagamore » est issu de l'abénaqui.